# Liber Eliensis

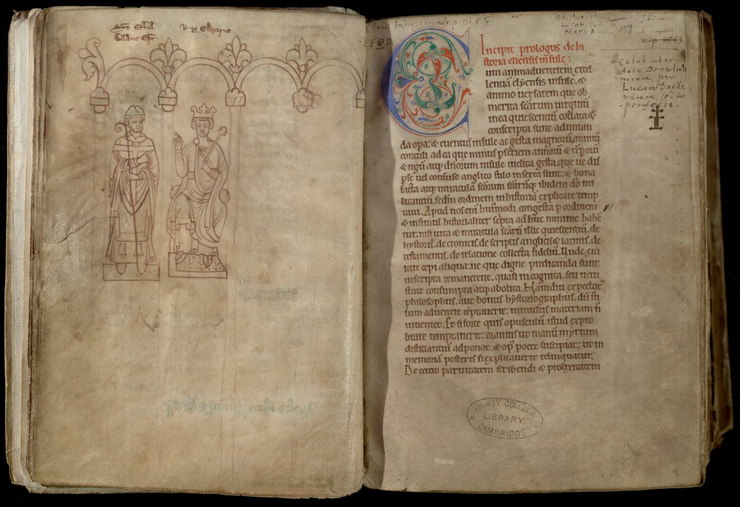
Dwie strony z egzemplarza Libri Eliensis przechowywanego w Kolegium Trójcy Świętej w Cambridge

Liber Eliensis – angielska kronika napisana w XII wieku po łacinie. 
Kronika opisuje historię opactwa w Ely na wyspie o tej nazwie od czasów od jego założenia w 673 roku do połowy XII wieku. Dzieło opracowane zostało pod koniec XII wieku przez anonimowego mnicha z klasztoru Ely. Zachowało się w kilku kopiach, różniących się niekiedy od siebie.  
Autor skompilował kronikę wykorzystując fragmenty łacińskich i staroangielskich tekstów i uzupełnił je biografiami świętych oraz bohaterów.
Całość składa się z trzech części. Pierwsza część opowiada o początkach opactwa w Ely, założonego przez świętą Edeltrudę. Opisuje też historię nawrócenia Anglii wschodniej na chrześcijaństwo, aż do najazdów duńskich. Część druga, która obejmuje okres w latach 970-1109, opisuje dzieje opactwa, na tle historii Anglii (zawiera m.in. opis walk Herewarda z Wilhelmem Zdobywcą). Trzecia część zaczyna się w momencie, gdy Ely stało się siedzibą biskupa. Opowiada o czasach w których żył autor (kompilator) kroniki, kończąc się na męczeńskiej śmierci Tomasza Becketa.
W 2005 roku Janet Fairweather opublikowała angielskie tłumaczenie tekstu z obszernym wstępem.